# Большаков Кирил Андрійович
Кирил Андрійович Большаков (нар. 31 березня 2000, Алчевськ, Луганська область, Україна) — російськийта український футболіст, захисник «СКА-Хабаровськ».

## Життєпис
Вихованець алчевської «Сталі». У 2017 році отримав російське громадянство. З 2019 року виступає в Росії, спочатку грав за СШ № 75 (Москва) та молодіжну команду «Тамбова».
Напередодні старту сезону 2020/21 років перебрався у «СКА-Хабаровськ». У футболці нового клубу дебютував 1 серпня 2020 року в переможному (4:2) виїзному поєдинку 1-о туру ФНЛ проти владикавказької «Аланії». Кирил вийшов на поле в стартовому складі та відіграв увесь матч.